# Mizuha Kuraoka
Mizuha Kuraoka (倉岡水巴?) (Osaka, 26 de abril) es una idol japonesa.Forma parte del grupo de ídolos virtuales 22/7, que debutó en 2017.

## Vida personal
- Su apodo es Mizuha
- Aficiones están viendo Anime y Escuchando el programa de radio de Kansai.[1]

## Filmografía

### Televisión
| Año           | Título         | Función           | Notas                        |
| ------------- | -------------- | ----------------- | ---------------------------- |
| 2018–presente | 22/7 Keisanchu | Ella, Miyako Kono | 22/7 espectáculo de variedad |